# Tritaxilina
Tritaxilina es un género de foraminífero bentónico de la subfamilia Tritaxilininae, de la familia Eggerellidae, de la superfamilia Eggerelloidea, del suborden Textulariina y del orden Textulariida. Su especie tipo es Clavulina caperata. Su rango cronoestratigráfico abarca desde el Eoceno hasta la Actualidad.

## Discusión
Clasificaciones previas incluían Tritaxilina en la familia Valvulinidae, de la superfamilia Textularioidea, del suborden Textulariina y del orden Textulariida.

## Clasificación
Tritaxilina incluye a las siguientes especies:
- Tritaxilina almadensis
- Tritaxilina balearica
- Tritaxilina bermudezi
- Tritaxilina caperata
- Tritaxilina laevigata
- Tritaxilina languida
- Tritaxilina maxima
- Tritaxilina pentagonalis
- Tritaxilina suturanodosa
- Tritaxilina suturata
- Tritaxilina yasicaensis
- Tritaxilina zealandica

Otra especie considerada en Tritaxilina es:
- Tritaxilina atlantica, considerado sinónimo posterior de Tritaxilina caperata